# Siemens Combino
Combino (Комби́но) — собирательное название для нескольких низкопольных (30 см от дороги) сочленённых (до 6 вагонов) трамваев производства Siemens AG. Под этим брендом выпускаются трамваи различного поколения и размера. Некоторые из них оснащены не только электродвигателями, но и дизельным автономным ходом.

## Эксплуатирующие города
- Германия
  - Аугсбург
  - Дюссельдорф — в 2004 поставлено 66 трамваев для Rheinische Bahngesellschaft AG
  - Нордхаузен
  - Потсдам
  - Ульм
  - Фрайбург
  - Эрфурт
- Европа
  - Амстердам — в 2005 поставлено 155 трамваев.
  - Будапешт
  - Базель — в 2002 поставлено 28 трамваев.
  - Берн — в 2003 поставлено 15 трамваев; в 2009/2010 поставлен ещё 21 трамвай.
  - Познань
- Азия
  - Хиросима
- Австралия
  - Мельбурн

Также заказывались Вероной, но сделка не состоялась.